# Jerny Faerber
Jerny Faerber (Paramaribo, 15 april 1992) is een Surinaams voetballer die speelt als middenvelder.

## Carrière
Faerber begon zijn carrière in 2010 bij SV Transvaal, hij speelde er zes seizoenen mee in de hoogste klasse en werd vice-kampioen met de club in 2015/16. Het seizoen erop speelde hij voor een seizoen voor reeksgenoot SV Nishan 42. Hij keerde voor het seizoen 2017/18 terug naar Transvaal voor twee seizoenen. In 2019 maakte hij de overstap naar FC West United.
Hij speelde in 2014 drie interlands voor Suriname, waarin hij een keer kon scoren. Hij was tevens actief als jeugdinternational voor zijn land.